# Col·legi Concepció
El Col·legi Concepció és un centre educatiu de Cervera (Segarra). L'edifici és una obra amb elements noucentistes inclosa a l'Inventari del Patrimoni Arquitectònic de Catalunya.

## Descripció
Edifici arrebossat i pintat. Consta de cinc cossos, situats en diferents nivells, ja que tres sobresurten més. Aquesta disposició delimita dos espais rectangulars amb funció de jardí. El cos central presenta a la planta baixa una porta d'arc de mig punt amb travesser que la divideix en dos parts, una inferior quadrangular i una superior semicircular reixada. A la planta noble hi ha una porta balconera amb barana de ferro forjat i dues finestres. Els dos cossos situats als extrems de l'edifici presenten sis finestres rectangulars repartides entre les dues plantes. Els dos cossos restants són allargats. La planta baixa presenta set finestres quadrangulars i a la primera planta hi ha set finestres d'arc de mig punt. La repetició dels elements crea un ritme dins el conjunt arquitectònic.

## Història
Col·legi per a estudiants necessitats, així com el de l'Assumpta o la Santa Creu. Ramon Grau i Masdovelles, catedràtic de la Universitat, era propietari d'una casa construïda a un costat de la Plaça Lluís Sanpere, entre el Vell Portal de la Cadena i la torre angular de la muralla, de manera que tant aquesta torre com la immediata al portal formaven part de la propietat. L'any 1753 li fou permesa l'edificació d'una seguida de pilars que formaven porxada oberta a peu pla i permetien un eixamplament superior. Aquesta casa, així engrandida, fou convertida en un dels col·legis universitaris. Dit de la Concepció de Maria, hi ha una imatge de pedra de la Mare de Déu, pintada de color bronze, posada a la cantonada.